# Придорожное заведение (фильм, 1948)
«Придорожное заведение» (англ. Road House) — фильм нуар режиссёра Жана Негулеско, вышедший на экраны в 1948 году.
Фильм рассказывает о двух закадычных друзьях, управляющих загородным развлекательным заведением (Ричард Уидмарк и Корнел Уайлд), которые влюбляются в свою новую певицу (Айда Лупино). После того, как она выбирает одного из них, второй (Уидмарк) на почве ревности и обманутого доверия постепенно доходит до психопатического состояния, начиная мстить и открыто травить своего недавнего друга.

## Сюжет
Действие фильма происходит в небольшом городке Элтон, расположенном неподалеку от Чикаго и в 15 милях от канадской границы. Основные события развиваются в расположенном поблизости от городка придорожном развлекательном заведении «У Джефти», которое объединяет бар, ресторан и боулинг. Заведение принадлежит молодому плейбою Джефферсону «Джефти» Роббинсу (Ричард Уидмарк), который унаследовал его от своего отца. На должность управляющего заведением Джефти взял Пита Моргана (Корнел Уайлд), своего давнего лучшего друга, вместе с которым служил на войне.
Однажды Пит встречает в баре заведения необычную, привлекательную молодую певицу Лили Стивенс (Айда Лупино), которую Джефти привёз из своей очередной поездки в Чикаго. Ей отчаянно нужна работа, и она с готовностью согласилась на предложенный Джефти выгодный шестинедельный контракт с гонораром, в два раза превышающим её стандартную ставку. Джефти и раньше часто приглашал начинающих певиц из Чикаго в своё заведение с тем, чтобы завести с ними короткий роман, но затем довольно быстро они ему надоедали, и он с ними расставался. В свою очередь, в обязанности Пита входило «отправить их обратно туда, откуда они прибыли». Узнав о размере гонорара, который Джефти собрался платить Лили, что снизило бы прибыль заведения и соответственно его личные доходы, Пит решает выпроводить Лили из города ещё до её первого выступления. Однако Лили отказывается от предложенных Питом отступных в обмен на немедленный отъезд, и настаивает на том, что будет выступать согласно подписанному контракту.
Во время первого концерта не расстающаяся с сигаретой Лили тихим низким голосом исполняет серию грустных, томных баллад, аккомпанируя себе на пианино. Выступление Лили привлекает большой интерес местной публики, и, как замечает кассирша заведения Сьюзи (Селеста Холм), «она делает больше без голоса, чем кто-либо, кого я когда-либо слышала». Джефти полностью очарован Лили и как певицей, и как женщиной, и пытается ухаживать за ней, говоря Питу, что она «особенная». Однако Лили не даёт ему ни малейшего намёка на возможность романтических отношений между ними. В свою очередь она пытается заигрывать с атлетичным, сдержанным и работящим Питом, несмотря на его демонстративную антипатию по отношению к ней. Лили просит Джефти помочь организовать её досуг, и Джефти чуть ли не угрозами заставляет Пита дать ей несколько уроков игры в боулинг. Вскоре Джефти отправляется на несколько дней на охоту, перед отъездом давая Питу понять, что не равнодушен к Лили.
В выходной день Пит отправляется на пикник на озеро вместе с Сьюзи, которая явно влюблена в него. Лили просит взять её с собой, однако Пит сначала отказывает, говоря, что она девушка Джефти. Когда Лили убеждает его, что она совершенно свободна и независима от Джефти, Пит соглашается взять её с собой. Во время пикника между женщинами возникает состояние конкуренции из-за Пита, которое однако не переходит во враждебное отношение друг по отношению к другу. Лили делает из деталей своего костюма эффектный купальник, чем обращает на себя внимание Пита. Вскоре, прямо во время одного из выступлений Лили, к ней начинает приставать сильно перепивший местный здоровяк. Возникает суматоха, в которой Пит смело вступает в драку с дебоширом. Защищая Лили, он скручивает парня и передаёт его полиции. Возбуждённые Пит и Лили поднимаются в комнату отдыха на втором этаже заведения. Они выпивают виски, и Лили рассказывает Питу историю своей жизни, о том, как она мечтала стать оперной певицей, но потеряла голос, и вынуждена зарабатывать на жизнь концертами в ночных клубах. Увлечённые, они сливаются в страстном поцелуе, становится ясно, что они влюблены друг в друга.
Однако вернувшийся с охоты Джефти объявляет о своём намерении жениться на Лили и даже показывает Питу полученное им разрешение на вступление в брак. Затем Джефти звонит Лили и говорит её, что намерен на ней жениться, однако она отклоняет его предложение. Во время встречи Пит и Лили обсуждают, как им рассказать Джефти о своих отношениях, и в конце концов Пит решает поговорить с ним. Когда Пит сообщает Джефти, что они с Лили собираются пожениться, тот приходит в ярость, немедленно увольняя Пита с работы и выгоняя его из дома. Перед уходом Пит оставляет записку, сообщая, что он забирает из кассы причитающиеся ему за работу 600 долларов и уезжает на станцию вместе с Лили. На железнодорожной станции Пита и Лили задерживают двое полицейских, отвозя их в участок на допрос к капитану полиции. Оказывается, Джефти сделал заявление в полицию, что из сейфа заведения пропала вся недельная выручка. Однако Пит настаивает на том, что взял только причитающиеся ему деньги. После того, как Сьюзи сообщает, что в кассе было 2.600 долларов, Пита задерживают. Сьюзи не верит в то, что Пит мог похитить деньги, а Лили открыто обвиняет Джефти в том, что он умышленно подставил Пита.
Тем не менее, Пита судят и признают виновным в хищении имущества в крупных размерах. Перед объявлением приговора Джефти конфиденциально беседует с судьёй, уговаривая того отдать Пита ему на поруки. Суд приговаривает Пита к двум годам условно, кроме того, он будет должен отработать на своей прежней работе у Джефти всю сумму похищенных денег. В случае нарушения этих условий Питу грозит 10-летний тюремный срок. Таким образом, Джефти ставит Пита в унизительную полную зависимость от себя. С таким положением вынуждена мириться и Лили, которая остаётся вместе с Питом. Вскоре Джефти сообщает, что Пит, Лили и Сьюзи поедут вместе с ним на несколько дней в его охотничий домик на берегу озера. Узнав об этом, Пит решает во время поездки сбежать в Канаду, однако поначалу Лили не хочет бежать вместе с ним, считая, что это принесёт только дополнительные проблемы.
Когда все собираются в домике, Джефти начинает издеваться и насмехаться над Питом и Лили, провоцируя и к бегству в Канаду. Вечером на улице Джефти продолжает издевательства, опасно поигрывая своим ружьём. Лили обвиняет Джефти в том, что это он похитил недостающие деньги и подставил Пита, после чего Джефти бьёт её по лицу. Не выдержав, Пит наносит ему ответный удар, после чего Джефти теряет сознание. Пит отбирает ружьё и выбрасывает его. Понимая, что после этого эпизода Пит неминуемо угодит в тюрьму, Лили соглашается бежать вместе с ним в Канаду, и они пешком отправляются через лес по направлению к озеру. Тем временем Сьюзи случайно обнаруживает во внутреннем кармане пальто Джефти конверт, в котором лежали похищенные деньги. Она бежит вслед за Питом, чтобы передать ему конверт, который может стать решающей уликой в суде против Джефти. В этот момент Джефти приходит в себя, достаёт револьвер и бросается за ними в погоню. Одним из выстрелов он ранит Сьюзи в ногу, после чего та падает и не может подняться. Приблизившись к озеру, покрытому густым туманом, Пит решает пойти на хитрость. Он включает мотор и отправляет пустую лодку, которая через несколько секунд становится невидимой в тумане. Джефти начинает стрелять в направлении уплывающей лодки, Пит подбирается к нему и пытается вырвать у него оружие. В возникшей борьбе револьвер отлетает в сторону, и его подбирает Лили. Джефти берёт огромный камень и надвигается на Лили, угрожая ударить её. Защищаясь, Лили стреляет в Джефти, Джефти падает, Пит подбегает к нему и пытается приподнять его. Умирающий Джефти повторяет Питу свои слова о том, что Лили особенная. Пит берёт раненую Сьюзи на руки, и они втроём направляются из леса по направлению к городу.

## В ролях
- Айда Лупино — Лили Стивенс
- Корнел Уайлд — Пит Морган
- Селеста Холм — Сьюзи Смит
- Ричард Уидмарк — Джефти Роббинс
- О.З. Уайтхед — Артур
- Роберт Карнс — Майк
- Хейни Конклин — мужчина с газетой / судебный клерк (в титрах не указан)

## Создатели фильма и исполнители главных ролей
Как пишет кинокритик Шон Эксмейкер на сайте Turner Classic Movies, «это первый фильм Айды Лупино после ухода с „Уорнер бразерс“, где она много лет проработала по контракту, пробивая себе путь от ролей юных неопытных девушек к более жёстким и сильным ролям. Она хотела иметь большее влияние на роли в своих фильмах, и, наконец, добилась этого со своим первым независимым проектом». «Она нашла оригинальную неопубликованную историю (под названием „Тёмная любовь“), разработала материал, и продала его генеральному продюсеру Зануку на „Двадцатый век Фокс“ в пакете с собой в качестве звезды».
До этой картины Лупино снялась в таких памятных фильмах нуар, как «Они ехали ночью» (1940) и «Высокая Сьерра» (1941), а позже — в нуарах «Женщина в бегах» (1950), «На опасной земле» (1952) Николаса Рэя, «Большой нож» (1955) Роберта Олдрича и «Пока город спит» (1956) Фрица Ланга. Кроме того, Лупино поставила несколько картин как режиссёр, самой успешной среди них стал фильм нуар «Попутчик» (1953).
Как и Лупино, режиссёр Жан Негулеско только что оставил долгую карьеру в «Уорнер бразерс», где он создал такие значительные криминальные триллеры, как «Маска Димитриоса» (1944) и «Никто не живёт вечно» (1946), а также элегантные мелодрамы «Юмореска» (1946) и «Джонни Белинда» (1948, за который он получил свою единственную номинацию на Оскар как лучший режиссёр). В начале 1950-х годов Негулеско поставил целый ряд сильных драматических картин, таких как «Трое пришли домой» (1950), «Звонок от незнакомца» (1952) и «Мир женщины» (1954). Однако, как отметил кинокритик Дейв Керр, «Негулеско — странный персонаж: в 1940-е годы он показал себя как талантливый стилист с такими фильмами, как „Маска Димитриоса“ и „Три незнакомца“, однако в 1950-е годы его карьера деградировала до безвкусия таких фильмов, как „Длинноногий папочка“ (1954).
Ричард Уидмарк стал широко известен публике в 1947 году после того, как за роль психопатического гангстера в фильме нуар Генри Хэтэуэя „Поцелуй смерти“ был номинирован на Оскар. Впоследствии он неоднократно играл отрицательных, часто психопатических, персонажей в таких значимых фильмах нуар, как „Улица без названия“ (1948), „Паника на улицах“ (1950), „Ночь и город“ (1950) и „Происшествие на Саут-стрит“ (1953).
Появившись на экране в 1940 году, Корнел Уайлд поначалу исполнял небольшие роли бандитов, в частности, в фильме нуар „Высокая Сьерра“ (1940). В 1945 году Уайлду удалось проявить своё драматическое мастерство и завоевать номинацию на Оскар как лучшему актёру за роль в мелодраме „Песня на память“ (1945). Во время последующей контрактной работы на студии „Двадцатый век Фокс“ Уайлд качественно сыграл в таких заметных фильмах, как „Бог ей судья“ (1945) и „Эмбер навсегда“ (1947) Отто Премингера, а также в нуаре „Ударопрочный“ (1949). Как один из продюсеров и исполнителей главных ролей он внёс заметный вклад в один из лучших фильмов нуар 1950-х годов — „Большой ансамбль“ (1955) режиссёра Джозефа Х. Льюиса.

## Оценка критики
Фильм получил преимущественно положительные отзывы критики. После выхода фильма журнал „Variety“ отметил „реалистичность среды“, в которой происходит действие картины, подчеркнув, что традиционный „любовный треугольник в фильме отличается захватывающим психопатическим поворотом, создаваемым Ричардом Уидмарком“. „TimeOut“ называет фильм „необычной, сдержанной мелодрамой, переходящей в триллер, вращающейся вокруг знойной Лупино в роли певицы ночного клуба, которая возбуждает такие чувства любви и ненависти в своих работодателях и почти братьях (Уидмарк и Уайлд), что они разворачиваются друг против друга в желании отомстить“. Спенсер Селби в своей книге „Тёмный город: фильм нуар“ (1984) назвал фильм „интересной мелодрамой, имеющей живой облик 1940-х годов, которая медленно вырастает до нуаровой кульминации“.
Шон Эксмейкер охарактеризовал картину как „небольшой классический фильм нуар 1940-х годов, который доставляет большое удовольствие“, а также как „необычную и увлекательную вариацию жанра фильм нуар“ с „патологическим романтическим треугольником“ и как „красиво сделанный фильм с взрослым юмором и грубиянкой с мягким сердцем в исполнении Лупино“. Деннис Шварц описал картину как „фильм нуар со странным культовым любовным треугольником“, а сайт Сlassicfilmguide назвал фильм „нуаровой драмой, которая способна удерживать зрительский интерес и заслуживает просмотра благодаря игре своих звёзд“.
После выхода фильма газета „Нью-Йорк таймс“ написала, что изначально „сюжет фильма совсем не вдохновляет, но кульминационный поворот и нарастание саспенса ближе к ключевому столкновению между основными персонажами придаёт фильму столь необходимое ускорение“. Далее газета отмечает, что „развитие характеров в умно прописанном сценарии делает картину живой и убедительной“, подчёркивая особую значимость игры главных звёзд. Персонаж, созданный Уидмарком, обеспечивает интерес к фильму, вместе с тем, помимо „демонстрации актёрской силы Уидмарка“ создатели фильма „прибегают также к услугам Айды Лупино в качестве громоподобной противостоящей ему партнёрши, и эта пара, вооружённая живыми естественными репликами, поднимает историю до уровня, намного превышающего средний“.
Эксмейкер отмечает, что место действия картины „вместо обычных (для нуара) урбанистических джунглей переносится в сельское придорожное заведение в густом лесу за пределами небольшого городка недалеко от канадской границы“, при этом картине удаётся „перенести в сельскую среду всю урбанистическую суровость (жанра)“. Особенностью картины, как пишет Эксмейкер, стал также характер персонажа Уидмарка: „Даже в царстве фильма нуар, изобилующем нестабильными личностями и жестокими реакциями на эмоциональное предательство, одержимость, с которой (герой Уидмарка) осуществляет свою месть, как минимум необычна“. Кинокритик Блейк Лукас отметил, что фильм „поражает прежде всего обменом острыми репликами между персонажами и необычными интерьерами“, благодаря которым дизайнерское решение придорожного заведения выглядит выполненным одновременно и в модернистском, и в сельском стиле».
Эксмейкер обращает внимание на уровень постановки Негулеско, и на уровень художественного решения картины, действие которой происходит «в загородном ночном увеселительном заведении с агрессивно сельским дизайном», задающим атмосферу картины. Он пишет, что Негулеско «лепит мир (картины) почти полностью в студии, продуманно создавая в сельском стиле придорожное заведение (с украшающими стены оленьими головами), лесной домик, пикник на озере и побег вглубь леса». Далее Эксмейкер отмечает, что «в покрытых дымкой и туманом местах съёмок картины нет ничего реалистичного, они скорее служат символом, чем естественной средой, неся то же подавляющее, клаустрофобическое чувство наполненного городскими тенями традиционного нуара, очень удачно создавая атмосферу фильма».
В целом, критики положительно оценили режиссёрскую работу Негулеско. Журнал «Variety» пишет: «На протяжении большей части картины режиссёр Жан Негулеско преодолевает чрезмерную растянутость и внутренние слабости сценария, строя конфликт на исследовании характеров главных героев. Но в конце концов фильм начинает вязнуть из-за недостатка событий, пока кульминационный выстрел в руку не возрождает к интерес к истории». Деннис Шварц также отмечает, что «талантливому Жану Негулеско („Маска Димитриоса“, „Три незнакомца“), удаётся сделать (фильм) убедительным» даже несмотря на то, что сюжет временами заметно сбивается с курса. Характеризуя работу оператора, он пишет, что «Джозеф Лашелл обильно показывает послевоенный облик придорожного заведения, захолустного ночного клуба с боулингом, расположенного в неназванном сельском небольшом городке на Среднем Западе, где-то недалеко от канадской границы». С ним в целом согласен Майкл Костелло: «Необычная попытка превратить боулинг в атмосферическое место действия выглядит комичной, однако благодаря постановке Негулеско и операторской работе Джозефа Ла Шелля, это работает лучше, чем можно себе представить». «TimeOut» считает, что «Негулеско с помощью сильной актёрской игры сглаживает странные нестыковки в сюжете и характеристиках персонажей, и ему удаётся каким-то образом придать правдоподобие мелодраматическому действию, и предложить по ходу одну из выдающихся сцен с участием пьяного хулигана».
Многие критики высоко оценили актёрскую игру в фильме, особенно Айды Лупино и Ричарда Уидмарка. Костелло, в частности, написал, что «Айда Лупино и Ричард Уидмарк превращают этот в целом заурядный фильм в нечто культовое».
По мнению «Variety», «в центре истории, выдавая одну из лучших ролей в своей карьере, находится Айда Лупино, играющая исполнительницу чувственных тоскливых песен, которая оказывается на перепутье между Уидмарком и Корнелом Уайлдом». Далее журнал пишет: «Выдающаяся игра Лупино выделяется ещё больше благодаря её первоклассному исполнению нескольких грустных песен. Её загробному голосу не хватает диапазона, но он обладает более существенным качеством — стилем». С этим мнением согласна «Нью-Йорк таймс», отметив, что «Айда Лупино мастерски изображает нервную и страстную, осаждаемую (поклонниками) певицу, убедительно исполняющую три прочувственных песни». Костелло также пишет, что «Лупино предстаёт в лучшем виде в качестве жёсткой, сексуальной певицы сентиментальных песен, которую привозит Уидмарк, чтобы она показала класс в баре-кегельбане, застрявшем некстати среди оленьей страны». Эксмейкер следующим образом характеризует персонаж актрисы: «Айда Лупино (в своей роли) полна нахальства, обшарпанного цинизма и наглости». Далее он описывает её игру следующим образом: «Сидя за пианино, она кладёт свою постоянно присутствующую сигарету на инструмент (где та неминуемо прожигает выемку в дереве) и начинает петь для зрителей. Лупино не только решается петь своим нетренированным, хриплым голосом… Голос Лупино слаб и не особенно музыкален, но её прокуренная манера пения запоминается, она наполнена пониманием и грустью…».
Хотя Лупино находится в центре внимания, Ричард Уидмарк оставляет за собой остаток фильма как Джефти, импульсивный владелец придорожного заведения. Это был только третий фильм Уидмарка (в титрах его имя стоит четвёртым), незадолго до этого он ударно дебютировал в «Поцелуе смерти» (1947) в роли хохочущего психопата и убийцы-садиста, который (в самой памятной сцене) сталкивает старушку на коляске с лестницы. Роль Джефти первоначально готовилась под более взрослого человека, но способность Уидмарка показать психическую нестабильность и крайнюю степень угрозы в фильмах «Поцелуй смерти» и «Улица без названия» (1948) подтолкнуло создателей фильма к тому, чтобы переработать под него эту роль. То, что Джефти стал того же возраста, что и Пит, придало их романтическому соперничеству большую остроту и большую личностную вовлечённость. Продюсер фильма Дэррил Занук описывал присутствие Уидмарка на экране как «сидение на вулкане». Угроза не только насилия, но и безумной опасности всегда была где-то поблизости"… Своей игрой Уидмарк показывает «эволюцию своего героя от неопытной горячей головы до опасно сумасбродного садиста… Любовь Джефти к Лили нарастает по мере того, как она становится всё более отстранённой, и Уидмарк убедительно наполняет своего персонажа чувствами чванства и гнева на ужасающем пути его самоуверенной мести за предательство».
По мнению, «Нью-Йорк таймс», Уидмарк, который "построил достаточно успешную кинокарьеру в качестве антисоциального персонажа, продолжает хорошую работу в качестве плохого парня и в «Придорожном заведении». Газета далее пишет, что «Уидмарк, хотя он и рискует остаться навсегда главным психопатом экрана, отлично выполняет свою работу (в которую входит и жуткий смех) владельца придорожного заведения, который берёт друга на поруки, чтобы продолжать мучить его». Аналогичные характеристики дают игре Уидмарка и современные критики. Так, Шварц отмечает, что «Уидмарк играет социопата, который в критические моменты хихикает и становится безумно разъярённым, и такая его маниакальная игра стала фирменной в фильмах нуар». Костелло также считает, что «Уидмарк идеален в роли постепенно созревающего психопата, и настолько хорошо сочетается с Лупино, что остаётся только пожелать, чтобы у них было бы побольше совместных сцен».
«Нью-Йорк таймс» охарактеризовала персонажа в исполнении Корнела Уайлда «как сдержанного, мускулистого и привлекательного объекта любви». Эксмейкер также пишет, что «Уайлд пребывает в своей лучшей форме, играя мускулистого бесстрастного красавчика». С другой стороны, Костелло отмечает, что «Уайлд, который сыграл сходную роль в классическом нуаре „Бог ей судья“, всегда кажется входящим в этот жанр случайно, и здесь, как бесстрастный парень, он почти комически устаёт от женщин, которые вешаются на него».